# 시모오타촌
시모오타촌(下太田村)은 와카야마현 히가시무로군에 있던 촌이다. 현재의 나치카쓰우라정 남서부에 해당한다.

## 역사
- 1889년 4월 1일 - 정촌제 시행에 의해 4개 촌의 구역을 가지고 성립하였다.
- 1943년 2월 11일 - 가미오타촌과 합병해 오타촌이 성립하여, 동일 시모오타촌은 폐지되었다.

## 교통
철도성 기세서선(현 기세본선) 시모오타촌을 지나갔지만 역은 존재하지 않았다. 

## 참고문헌
- 角川日本地名大辞典 30 和歌山県